# Impatiens wuyuanensis
Impatiens wuyuanensis är en balsaminväxtart som beskrevs av Yi Ling Chen. Impatiens wuyuanensis ingår i släktet balsaminer, och familjen balsaminväxter. Inga underarter finns listade i Catalogue of Life.